# Philoponella pisiformis
Philoponella pisiformis là một loài nhện trong họ Uloboridae.
Loài này thuộc chi Philoponella. Philoponella pisiformis được miêu tả năm 2005 bởi Dong, Zhu & Yoshida.